# Немуро (город)

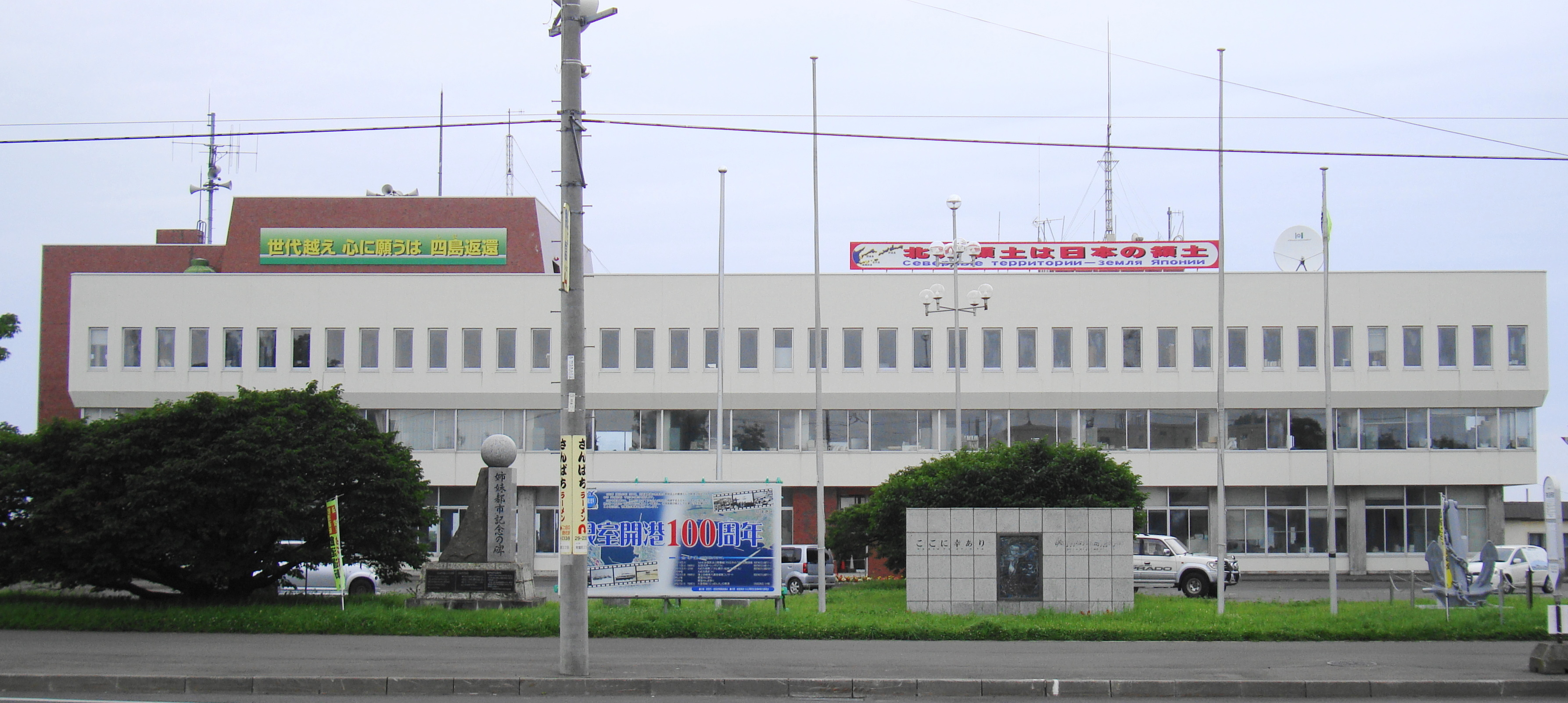
Мэрия города Немуро

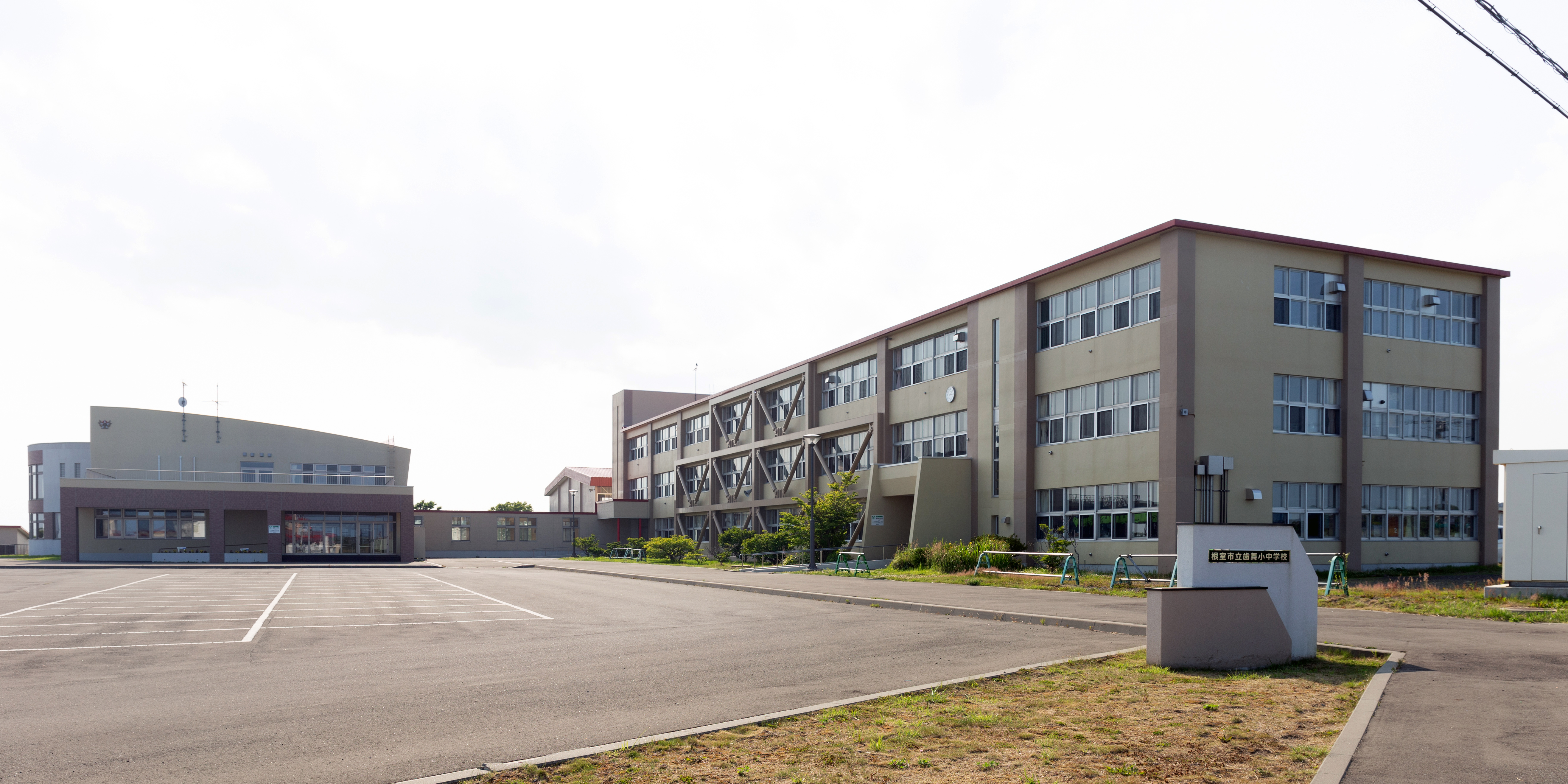
Муниципальная школа Немуро Хабомаи Гакуэн является самой восточной начальной и неполной средней школой в Японии.

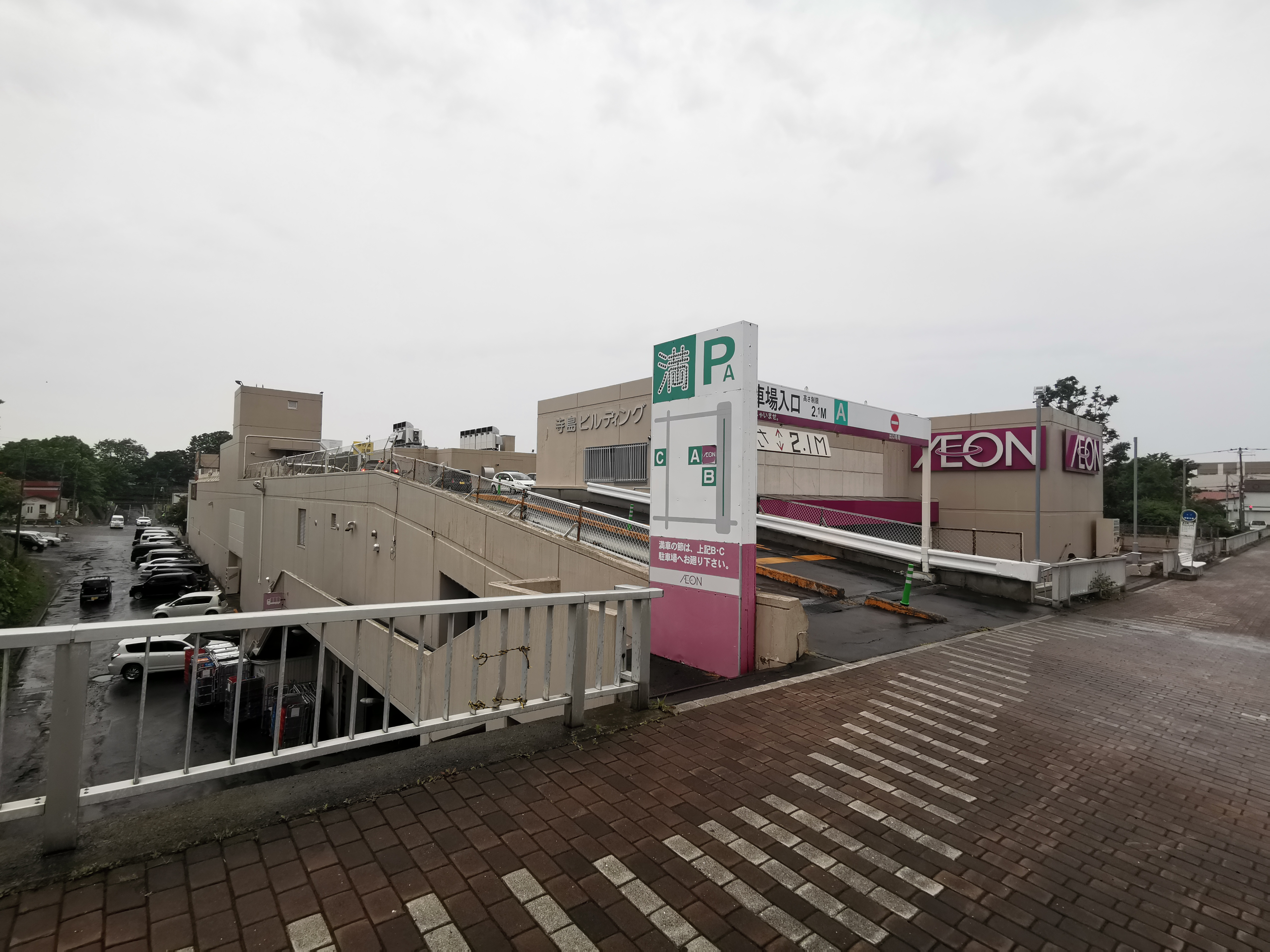
Магазин Æon Nemuro японской компании Æon.

Не́муро (яп. 根室市 Нэмуро-си) — город в Японии, находящийся в округе Немуро губернаторства Хоккайдо. Площадь города составляет 512,63 км², население — 27 109 человека (30 сентября 2016), плотность населения — 52,88 чел./км².

## Географическое положение
Город расположен на острове Хоккайдо и (согласно территориальным претензиям Японии к России) островах Хабомаи в губернаторстве Хоккайдо. С ним граничат посёлки Бецукай, Хаманака.

## Климат
Немуро, как и большая часть Хоккайдо, имеет влажный континентальный климат, но недалек от морского климата  из-за его низкой амплитуды для местоположения вблизи Евразии и средней температуры в зимний период. Лето мягкое и теплое, а зима холодная и снежная. Как и на Курильских островах, здесь очень сильный сезонный скачок, с самыми высокими температурами в августе и сентябре и самыми низкими в феврале, хотя это не так. Полуостров на котором размещен Немуро делает его очень ветреным, особенно осенью и зимой, со средней скоростью ветра до 22,7 км/час.

## История
Немуро был основан рыбаками. В начале периода Мэйдзи, это был самый большой город в восточной части Хоккайдо. В конце Второй мировой войны город был на 70 % разрушен бомбардировками незадолго до капитуляции Японии.
В 1900 году был основан город Немуро.
В 1915 году была основана деревня Хабомай.
В 1945 в результате бомбардировки американскими военно-морскими самолетами погибло 393 человека.
В 1957 году город Немуро и деревня Вада были объединены в город Немуро.
В 1959 Деревня Хабомай была объединена с городом Немуро.

## Население
Площадь города составляет 511,63 км², население — 24 669 человека (2020), плотность населения — 48,21 чел./км².
| год  | население | +-%   |
| ---- | --------- | ----- |
| 1980 | 42 880    | —     |
| 1985 | 40 675    | -5,4% |
| 1990 | 36 912    | -9,2% |
| 1995 | 34 934    | -5,4% |
| 2000 | 33 150    | -5,1% |
| 2005 | 31 202    | -5,8% |
| 2014 | 28 224    | -9,5% |
| 2016 | 27 109    | -3,9% |
| 2020 | 24 669    | -9%   |

## Экономика
Экономика города длительное время находилась в состоянии глубокой депрессии, из-за чего его население за десятилетия сильно сократилось. В городе много пустынных улиц с неработающими магазинами. Значительную часть его населения некогда составляли депортированные жители Карафуто и Курил. В 1990-е годы город установил торговые и туристические связи с Россией. На его улицах можно встретить большое количество вывесок на русском. В местных школах также предлагается русский язык.
Немуро может похвастаться крупнейшим производства соуса во всей Японии, что привело к увеличению его экспорта в Юго-Восточную Азию, в особенности во Вьетнам.

## Символика
Деревом города считается Prunus nipponica, цветком — Primula modesta, птицей — лебедь. В городе также расположено много двуязычных монументов и панно, декларирующих принадлежность Южных Курил Японии.